# Maike Gerbaulet
Maike Gerbaulet, född 1962, (levde 1992 ) är en sydafrikansk botaniker.
Hon är särskilt intresserad av Spermatophytes, och är specialist på Caryphyllales.
Auktorsnamnet Gerbaulet kan användas för Maike Gerbaulet i samband med ett vetenskapligt namn inom botaniken; se Wikipediaartiklar som länkar till auktorsnamnet.